# Чавдар (Софийска област)
Вижте пояснителната страница за други значения на Чавдар.
Чавдар е село в Западна България. То е център и единствено населено място в община Чавдар, Софийска област.

## География
Село Чавдар се намира в планински район.
Община Чавдар се намира в Златишко-Пирдопската котловина, в подножието на Стара планина, на 71 km от столицата София. В съседство е с градовете Златица и Пирдоп. Състои се само от едно населено място – с. Чавдар. Населението е около 1100 жители – осмата най-малка община в Република България.

## История
До 1899 година селото носи името Коланларе, след което е преименувано на Радославово. От 5 януари 1946 година официалното му наименование е Чавдар.
Археологическите данни свидетелстват, че територията е била заселена още през праисторията. Ранните общности изграждали жилищата си в близост до река Тополница, която им е осигурявала необходимата за ежедневните им нужди вода. В селищната могила край реката е проучено многослойно раннонеолитно селище, известно като “Неолитно селище Чавдар”. То е синхронно с келнерите Караново I–II (около 6200 г. пр.н.е.) в Тракия. Сред откритията особено значение имат каменните оръдия на труда и изключително богато изрисувана керамика, която свидетелства за високо ниво на художествена традиция и социална организация в раннонеолитните общности на Балканите. В съчетание с близкото по хронология селище при Кремиковци, Чавдар определя характеристиката на т.нар. „раннонеолитна култура (група) Кремиковци–Чавдар“ – най-ранната неолитна културна общност в Софийското поле и Подбалканската котловина. Тази култура играе съществена роля в изграждането на праисторическата периодизация на българските земи.
По време на археологически разкопки в района е открит и един железен меч, датиран към IV в. пр.н.е., който свидетелства за интензивен живот в селището и през античността. Заедно с него са открити и: голям брой керамични съдове и монети от по-късни епохи, отразяващи непрекъснатата обитаваност на територията. Част от тези находки се съхраняват в Археологическия институт с музей при БАН (София), както и в Историческия музей в гр. Пирдоп.
Селището се споменава в криминална хроника от 7 март 1923 г.

## Забележителности
- Читалище „Надежда“, Регистрационен № 1733, тел. 07189/226
- Хижа „Братия“ – намира се в Средна гора. До нея може да се стигне както през с. Чавдар, така и през Панагюрски колони. Хижата е на 3 етажа. На първия етаж се намира добре обзаведена кухня и трапезария, а на другите два са спалните помещения. Всеки етаж разполага със санитарен възел и баня. През 2006 г. е направен основен ремонт.
- Хижа „Сакарджа“ – намира се в Средна гора. През 2006 година хижата е ремонтирана и разширена.
- Хижа „Чавдар“ (1450 м н.в.) – намира се в Стара планина, местността Върхушки поляни, западно от връх Баба. Като изходно място се ползва гара Буново. Дотам може да се стигне с пътнически влак на 62 км от София по жп линията София – Карлово – Бургас. Под големия мост, който се вижда още от разклона, тръгва маркирана пътека за хижа Чавдар. По нея се стига за 2 часа и половина.

До хижата може да се стигне и по почвен път, по който може да се мине с велосипед. Освен от Буново, може да се тръгне и от Етрополе както и от с. Стъргел. Хижа „Чавдар“ е двуетажна сграда, водоснабдена и електрифицирана. Има туристическа кухня, голяма столова и къде да се пренощува. Стаите се отопляват на твърдо гориво. Има баня с бойлер на дърва. Тоалетните са външни. Хижата е пункт от европейския маршрут „Е-3“. От нея по маркирана пътека, за 4 часа се стига до х. Мургана.
- Параклис „Св. Петка“
- Река Тополница
- Водопад „Казаните“ – природен феномен от 5 водопада на река Беререй, спускащи се от 15 метра височина, образуващи каскада с бистра ледена вода. Разположени са между три огромни скали, като водопадите са образували вирове (еврозионни котли), наподобяващи казани, откъдето е дошло наименованието. Над каскадата е изграден мост за наблюдение на водопадите и каньона, който реката е образувала там. Каскадата може да се наблюдава частично от няколко различни точки поради високите скали и пресечения терен, в който се намира.

„Казаните“ са обявени за природна забележителност през 1970 година. Местността около каскадата от водопади заема площ от 1,5 хектара. За тях се тръгва след моста на река Тополница в селото, по посока на неолитното селище в Археологически парк Тополница и местността „Бостанлъка“, разположена до река Тополница. Има два начина за стигане до мястото – пеш и с високопроходими автомобили. Придвижването може донякъде (около 1 км) да стане и с кола. Разстоянието до „Казаните“ е означено на табелите, като пеш е 3,6 км, а с високопроходим автомобил (означено като джип) е 3,75 км. Забележителността се намира в дола „Беререй“ и на устието на „Злото дере“. Край този природен феномен се разпростира буйна растителност.
- Археологически парк „Тополница“

- Изглед към Археологически парк Тополница
- Изложба на неолитна култура
- Реконструкции на неолитни къщи и работилница
- Реконструкция на интериора на неолитна къща

## Население
Численост на населението според преброяванията през годините:
| \| Година на преброяване \| Численост \| \| --------------------- \| --------- \| \| 1934 \| 2138 \| \| 1946 \| 2132 \| \| 1956 \| 1852 \| \| 1965 \| 1888 \| \| 1975 \| 1858 \| \| 1985 \| 1654 \| \| 1992 \| 1569 \| \| 2001 \| 1422 \| \| 2011 \| 1272 \| \| 2021 \| 1291 \| |           |
| Година на преброяване | Численост |
| 1934 | 2138      |
| 1946 | 2132      |
| 1956 | 1852      |
| 1965 | 1888      |
| 1975 | 1858      |
| 1985 | 1654      |
| 1992 | 1569      |
| 2001 | 1422      |
| 2011 | 1272      |
| 2021 | 1291      |

### Етнически състав
Преброяване на населението през 2011 г.
Численост и дял на етническите групи според преброяването на населението през 2011 г.:
|                     | Численост | Дял (в %) |
| Общо                | 1272      | 100.00    |
| Българи             | 1172      | 92.43     |
| Турци               | 0         | 0.00      |
| Цигани              | 43        | 3.39      |
| Други               | 0         | 0.00      |
| Не се самоопределят | 53        | 4.18      |

### Население по възраст
Население по възраст според преброяванията на населението през годините (в %):
|      | 0 – 14 г. | 15 – 64 г. | над 65 г. |
| 2011 | 13.37%    | 62.39%     | 24.31%    |

## Редовни събития
Ежегоден събор на връх Света Петка. Местността се нарича така заради покровителката на селото. От върха се вижда цялата Златишко-Пирдопска котловина, дори и река Тополница. Върхът се намира на 650 м надморска височина. На това място още преди 120 години е бил поставен камъкът, с който се е почитала света Петка. На 6 февруари 2008 година започва построяването на параклис в местността. Той е напълно завършен на 2 май същата година. За толкова кратко време чавдарчени успяват да построят място за отдих, беседка и сцена. Освещаването на параклиса се осъществява на празника на селото 2 май 2008 г. от Ловчанския митрополит Гавриил. В него могат да се провеждат годежи, кръщенета и други, защото той работи всеки ден. Пътят до местността е изцяло подновен, през гората е създадена и еко пътека.
Друго ежегодно провеждано събитие е честването на Гергьовден на 6 май. То се извършва на място,
където е разположен манастира „Св. Георги“. На него, както и на Св. Петка, по традиция се прави курбан от жертвени агнета.

## Институции
В началото на XXI в. започва възстановяването на общината с изграждане на нови и модернизиране на някои обществени сгради и съоръжения. Читалището е напълно обновено и снабдено с нови помагала и зали. В изградения централен парк се отбелязват националните и общински празници, организират се фолклорни забави. На празници учениците от училище „Свети Свети Кирил и Методий“ подготвят програма.

## Личности
- Пенчо Геров – кмет на село и община Чавдар от 2003 до 2019 година.
- Стамен Стаменов – министър на транспорта в правителството на Жан Виденов.
- Панчо Стоилов – единственият революционер на Чавдар през Руско-турската освободителна война.
- Григор Даулов – кмет на село и община Чавдар от 2019 г.